# Viráglakó karolópók
A viráglakó karolópók (Misumena vatia) a karolópókfélék (Thomisidae) családjába tartozó pókfaj. Az északi félteke lakója, Európában Izland kivételével mindenfelé megtalálható. Napsütötte réteken, virágos kertekben, erdőszegélyeken fordul elő; kedveli az aranyvessző-fajokat (Solidago spp.). A virágokra szálló vagy lépkedő rovarok ragadozói.

## Jellemzői

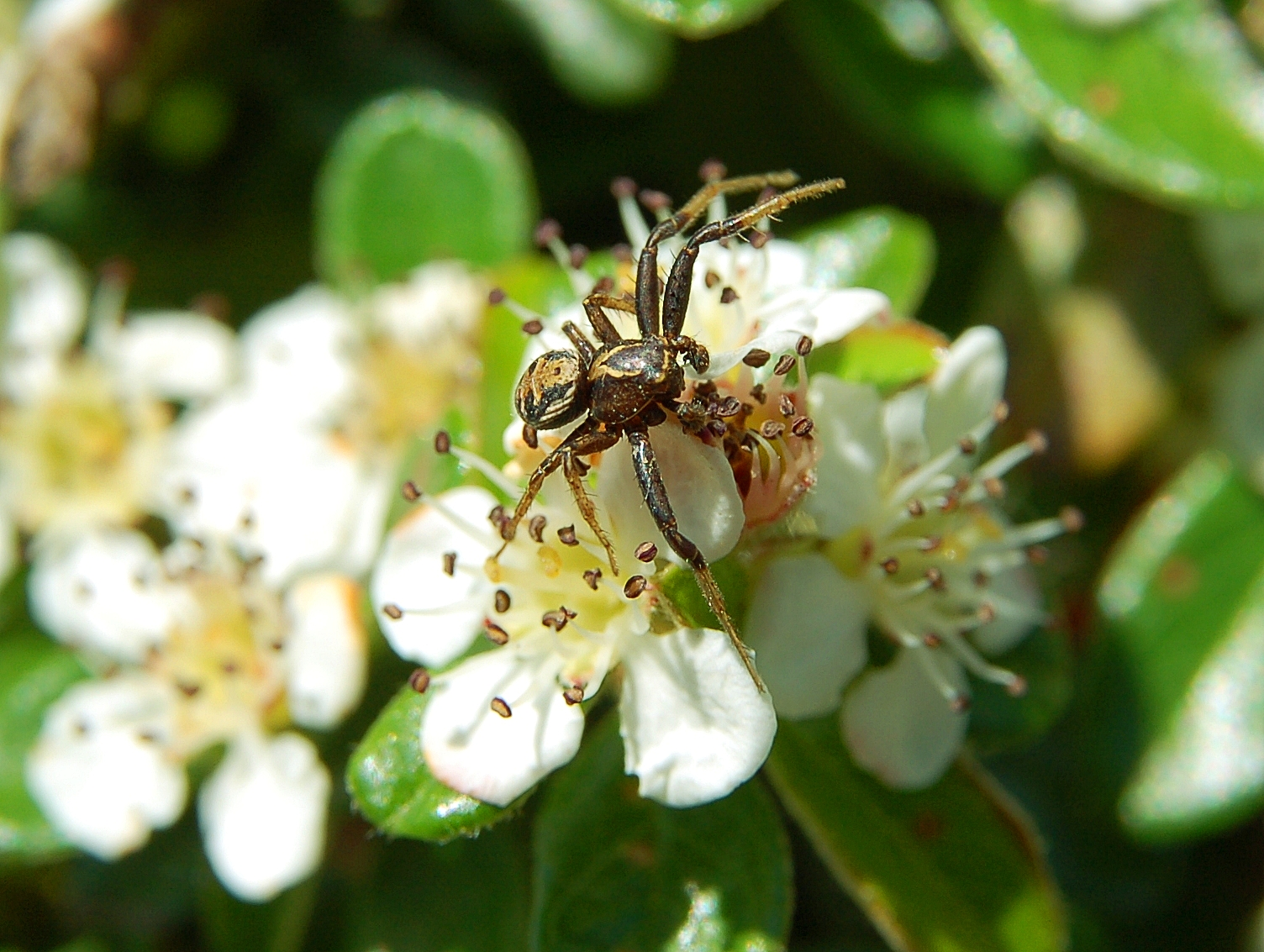
Hím egyed

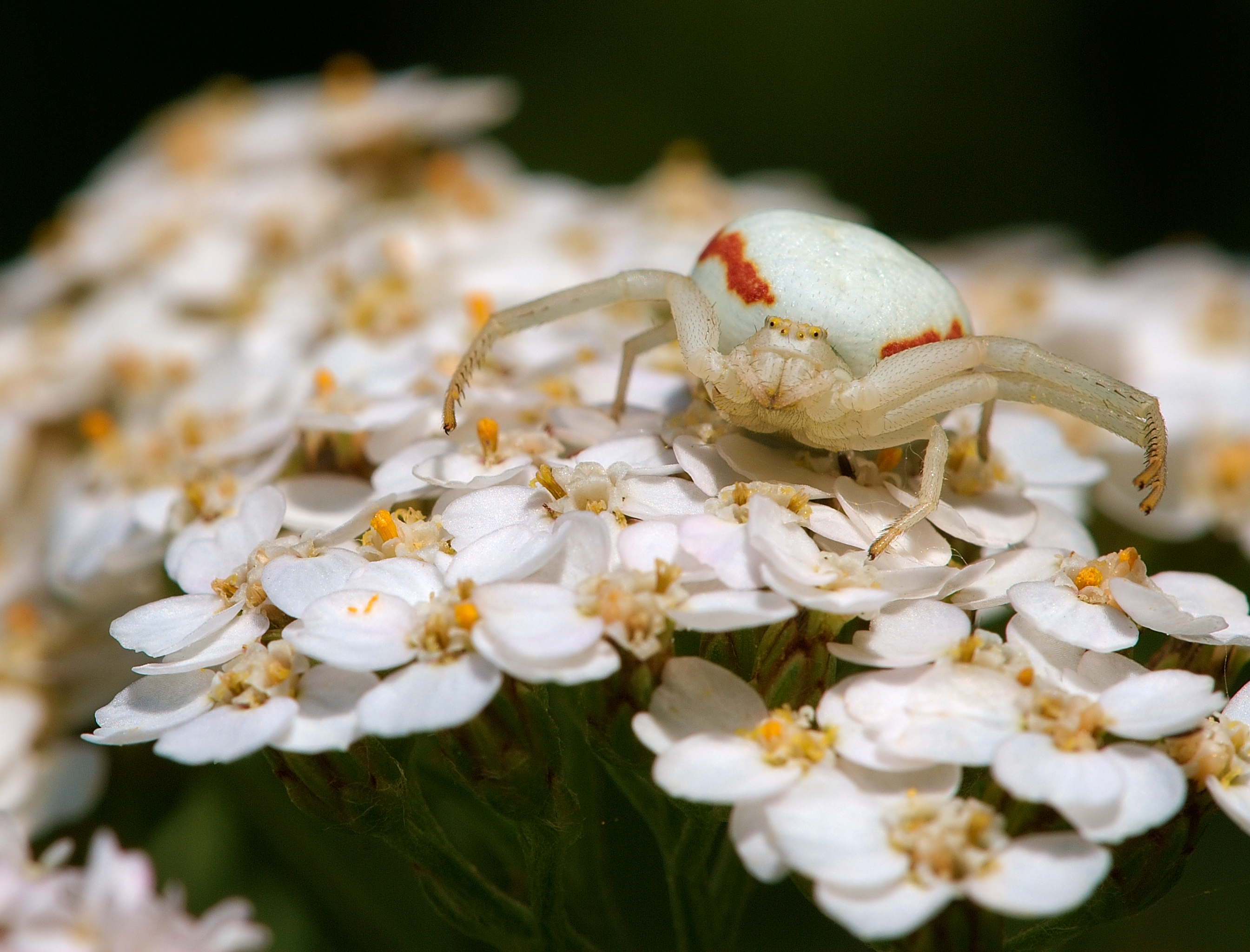
Nőstény egyed cickafarkkórón

Erős ivari dimorfizmus jellemzi őket: a nőstény 8–10 mm, a hím mindössze 3–4 mm hosszú. Az előtest és az utótest széles, kerekded, dorzoventrálisan kissé lapított. Az apró szemek a fejtor elülső peremén, két sorban állnak. A karolópókfélékre jellemző módon az első két pár láb hosszabb a harmadik és a negyedik párnál. 
A hímek lábai arányaiban hosszabbak, az utótest alakja elnyújtott, nem kiszélesedő, mint a nőstényeknél. A rájuk jellemző várakozó testtartásban lábait széttárja, ilyenkor elnyújtott ellipszisbe lehet alakját rajzolni.

### Színe
A faj színe, mintázata igen változatos lehet. Az alapszín többnyire fehér, lilás  vagy szürkés erezettséggel. Az előtest szélein sötétebb sáv figyelhető meg, ami az oldalaira is lehúzódik. Az utótest háti oldala leggyakrabban egyszínű, a hát és az oldal peremén gyakran piros, szakadozott sáv követi az utótest hátrafelé háromszög alakban kiszélesedő alakját. Előfordul, hogy az utótest felszínén, a középvonallal és a testszéllel párhuzamosan is végigfut egy halvány piros sáv.
A nőstények alapszíne sárga is lehet, a mintázat akkor is hasonlóan alakul. A hímek előteste és első két pár lába egészen sötét, akár fekete, utótestük a fehér-sárga közötti palettán mozog, mintázatukban a piros középsáv fejlett.
Színváltoztatásra képesek, ezt folyékony sárga festékanyag kiválasztásával érik el. A fehér színű virágon található pókok pigmentje mélyebb rétegekbe szállítódik, így a belső, fehér guaninnal telt mirigyek válnak láthatóvá. A sárga színre való átállás hosszabb időt vesz igénybe, mivel ilyenkor először a sárga festékanyag termelésére van szükség. A virághoz (pl. aranyvessző) alkalmazkodott színű pók emberi szemmel nehezen észrevehető.
A színváltás fehérből sárgába 10-25 napig, a fordított irányba mintegy 6 napig tart. A sárga festékanyag kinureninből és 3-hidroxikinureninből áll.

## Életmódja
Virágokon élve ragadozó életmódot folytatnak, az oda szálló vagy mászó rovarokat fogyasztják. Nyár elején párzanak. A jóval kisebb méretű hímek virágról virágra mászva keresik a nőstényeket, ami nem veszélytelen, ezért gyakran látni egy vagy több lábát elvesztett hím példányt. Ha megtalálja a nőstényt, a feje fölött az utótestéhez (opisthosoma) mászva, tapogatólábait (pedipalpus) beillesztve megtermékenyíti a nőstényt. A selymes kokonokat a virágtól távol rejti el. A kis pókok őszre elérik az 5 mm-es méretet, a telet a talajon töltik. Utolsó vedlésük a következő év májusában van.

## Galéria
|  |  |  |
|  |  |  |

| A karolópók vadászati technikája |

## Fordítás
- Ez a szócikk részben vagy egészben a Misumena vatia című angol Wikipédia-szócikk ezen változatának fordításán alapul.  Az eredeti cikk szerkesztőit annak laptörténete sorolja fel. Ez a jelzés csupán a megfogalmazás eredetét és a szerzői jogokat jelzi, nem szolgál a cikkben szereplő információk forrásmegjelöléseként.
- Ez a szócikk részben vagy egészben a Veränderliche Krabbenspinne című német Wikipédia-szócikk ezen változatának fordításán alapul.  Az eredeti cikk szerkesztőit annak laptörténete sorolja fel. Ez a jelzés csupán a megfogalmazás eredetét és a szerzői jogokat jelzi, nem szolgál a cikkben szereplő információk forrásmegjelöléseként.